# Muntele Mic

Prelucrare 3D pentru Muntele Mic

Masivul Muntele Mic  este un grup muntos din Munții Retezat-Godeanu, aparținând de lanțul muntos al Carpaților Meridionali. Se găsește între Munții Țarcu, Munții Godeanu și Munții Retezat. Cel mai înalt pisc este Vârful Muntele Mic, având 1.802 m.